# Altdorfer Károly
Altdorfer Károly József (Mosonszolnok, 1916. május 8. – Győr, 1984. február 29.) magyar római katolikus pap, kanonok, teológiai tanár.

## Élete
Altdorfer Károly 1916-ban született Mosonszolnokon. 1935-től a bécsi Pázmáneum növendékeként folytatott teológiai tanulmányokat, majd 1940-ben szentelték pappá Bécsben. 1946-ig a svájci Fribourgban tanult, itt filozófiai és teológiai doktorátust szerzett, hazatérése után pedig Mezőörsön, majd Lövőn lett káplán. 1948 és 1953 között Nemeskéren volt segédlelkész, majd 1978-ig Barbacson szolgált plébánosként.
1954-ben a Győri Hittudományi Főiskola docense lett, majd 1960-tól haláláig teológiai tanára volt, egyháztörténettel, missziológiával, patrológiával és vallástörténettel foglalkozott. 1974-ben jelent meg Missziológia című főiskolai jegyzete. 1960-ban szentszéki bíró, 1976-ban tiszteletbeli kanonok, majd 1980-ban a győri székeskáptalan kanonokja lett. 1984-ben hunyt el Győrben, a győri székesegyház kanonoki kriptájában nyugszik.